# Koceljeva
Koceljeva (cir.: Коцељева) je naselje i središte istoimene općine u Mačvanskom okrugu u Srbiji.

## Stanovništvo
U naselju živi 4.645 stanovnika, od toga 3.588 punoljetnih stanovnika, a prosječna starost stanovništva iznosi 36,8 godina (36,2 kod muškaraca i 37,4 kod žena). U naselju ima 1.488 domaćinstava, a prosječan broj članova po domaćinstvu je 3,12.
Prema popisu stanovništva iz 1991. godine u naselju je živjelo 4.202 stanovnika.
| Etnicki sastav 2002. |            |        |
| Narod                | Stanovnika | %      |
| Srbi                 | 4.582      | 98,64% |
| Jugoslaveni          | 8          | 0,17%  |
| Crnogorci            | 6          | 0,12%  |
| Romi                 | 4          | 0,08%  |
| Hrvati               | 4          | 0,08%  |
| Goranci              | 3          | 0,06%  |
| Rusi                 | 2          | 0,04%  |
| Rumunji              | 2          | 0,04%  |
| ostali               | 5          | 0,10%  |
| nepoznato            | 12         | 0,25%  |

| broj stanovnika | 1876  | 2010  | 2377  | 2949  | 3561  | 4202  | 4645  |
|                 | 1948. | 1953. | 1961. | 1971. | 1981. | 1991. | 2001. |

## Vanjske poveznice
- Zemljopisni podaci